# Ed Sadowski
Edward Anthony Sadowski, detto Ed (Johnstown, 11 luglio 1917 – Wall, 18 settembre 1990), è stato un cestista e allenatore di pallacanestro statunitense, professionista nella ABL, nella NBL, nella BAA e nella NBA.

## Palmarès
- 2 volte campione ABL (1942, 1944)
- Campione NBL (1945)
- NBL Rookie of the Year (1941)
- All-NBL First Team (1941)
- All-BAA First Team (1948)
- All Tournament Team WPBT (1941)